# Meulenwald

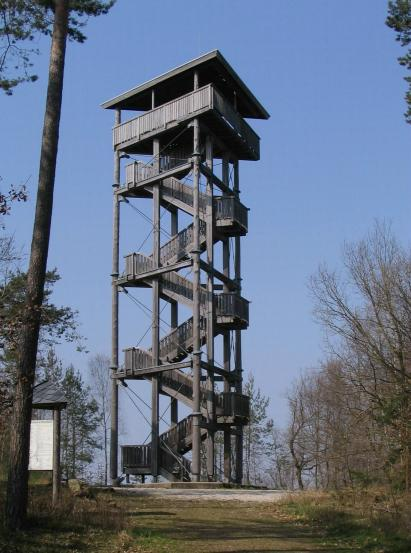
Aussichtsturm Kellerberg (2007)

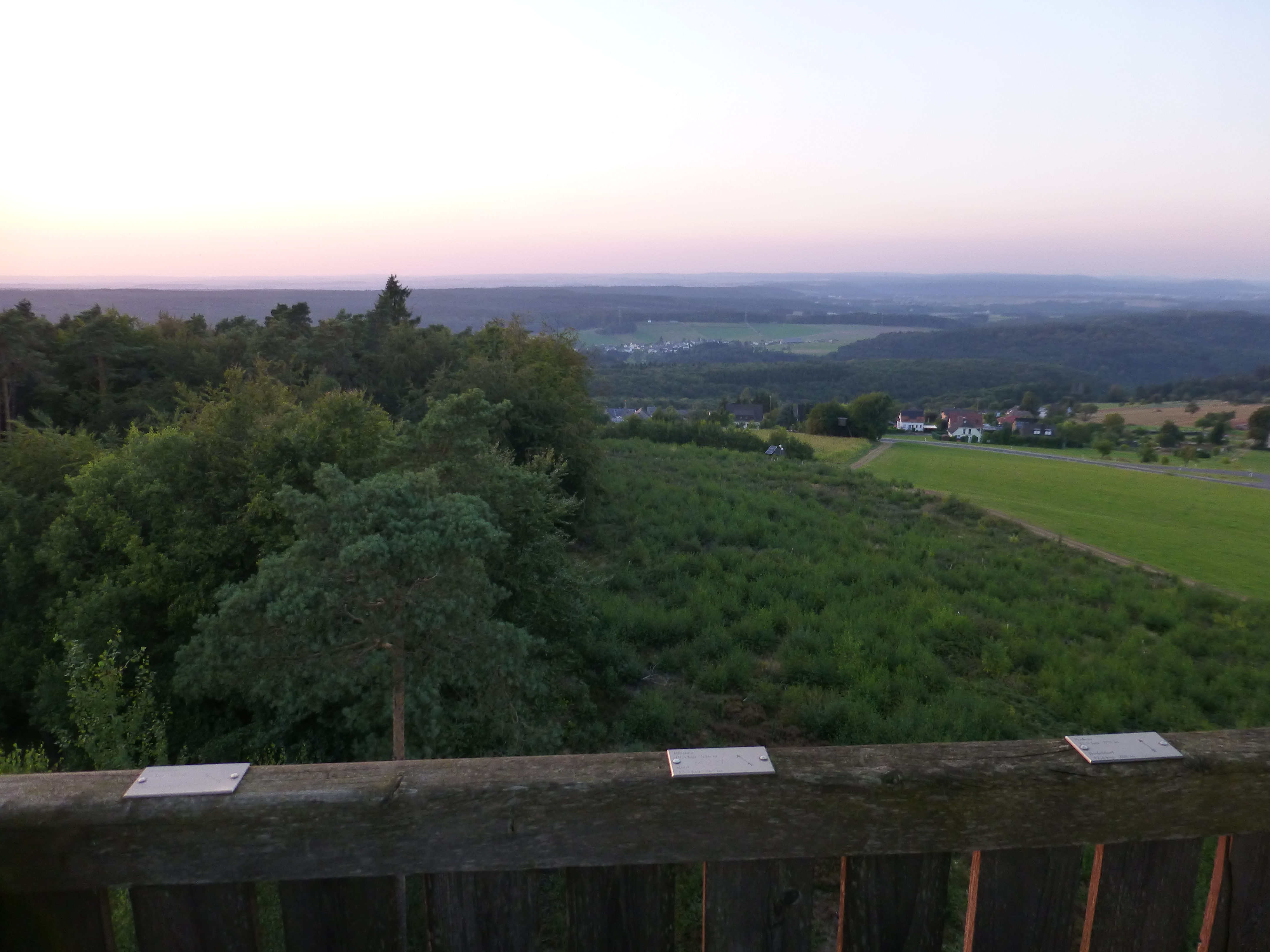
Aussicht vom Turm (2016)

Der Meulenwald, auch Mühlenwald genannt, ist ein bis 448,8 m ü. NHN hoher Buntsandstein-Höhenzug im Südteil der Eifel in den rheinland-pfälzischen Landkreisen Trier-Saarburg, Bernkastel-Wittlich und der kreisfreien Stadt Trier (Deutschland).

## Geographie

### Lage
Der Meulenwald erstreckt sich als Teil der Moseleifel von Ehrang/Quint im nördlichen Stadtgebiet Triers im Südwesten bis zur Wittlicher Senke bei Salmtal im Nordosten und zwischen Zemmer im Westen und Hetzerath im Osten. Im Südwesten reicht er bis an die Kyll und im Nordosten bis an die Salm, beides Nebenflüsse der Mosel; innerhalb des Höhenzugs fließen Quintbach und Föhrenbach zur Mosel sowie der Bendersbach zur Salm.

### Naturräumliche Zuordnung
Der Höhenzug bildet in der naturräumlichen Haupteinheitengruppe Osteifel (Nr. 27) und in der Haupteinheit Moseleifel (270) die Untereinheit Meulenwald (270.7). Er stößt im Nordnordosten an die Arenrather Hochfläche (270.61) und im Nordosten an den Naurather Horst (270.60), zwei Naturräumen, die der Untereinheit Wittlicher Heckenland (270.6) angehören.
Die Landschaft fällt nach Osten – mit kurzem Grenzabschnitt – in den Naturraum Hetzerather Plateau (251.01) ab und nach Südosten in den Naturraum Föhrener Kuppenland (251.00), die in der Haupteinheit Wittlicher Senke (251) zur Untereinheit Südliche Senke (251.0) zählen, sowie nach Süden in den Naturraum Palliener Sandsteinfelsen (250.01), der in der Haupteinheit Mittleres Moseltal (250) zur Untereinheit Trierer Talweitung (250.0) gehört; sie alle sind Teil der Haupteinheitengruppe Moseltal (25).
Außerdem fällt die Landschaft nach Südsüdwesten bis Westen in die Untereinheit Unteres Kylltal (261.3) ab sowie nach Nordwesten in den Speicherer Hochflächenrand (261.40) und nach Norden in die Herforster Sandsteinhochfläche (261.41), zwei Naturräumen der Untereinheit Speicherer Plateau (261.4); sie alle sind Teil der zur Haupteinheitengruppe Gutland (26) zählenden Haupteinheit Bitburger Gutland und Oeslingvorland (261).

### Berge
Zu den Bergen bzw. Erhebungen des Meulenwalds gehören – sortiert nach Höhe in Meter (m) über Normalhöhennull (NHN):
- Kellerberg (448,8 m), direkt südlich von Dierscheid
- Steinenberg (423,1 m), direkt östlich von Naurath
- Zoonenberg (401,9 m), nördlich von Ehrang
- Heidekopf (361,8 m), südlich von Zemmer
- Römerberg (359,0 m), südöstlich von Kordel
- Rothenberg (269,7 m), zwischen Quint und Issel

### Ortschaften
Ortschaften im und am Meulenwald sind:
- Stadt Trier: Ehrang/Quint
- Landkreis Trier-Saarburg (südlicher Teil des Meulenwalds)
  - Verbandsgemeinde Trier-Land: Zemmer, Kordel
  - Verbandsgemeinde Schweich an der Römischen Weinstraße: Schweich, Föhren, Naurath
- Landkreis Bernkastel-Wittlich (nördlicher Teil, Heckenland)
  - Verbandsgemeinde Wittlich-Land: Bruch, Dierscheid, Dodenburg, Dreis, Gladbach, Heckenmünster, Heidweiler, Hetzerath, Erlenbach, Niersbach, Greverath, Dörbach, Sehlem.

## Natur

### Flora
Im südlichen Teil ist der Meulenwald fast durchgängig bewaldet; typischer Baum ist die Kiefer. Der nördliche Teil, wo der Wald immer wieder mit buschbestandenen Lichtungen durchsetzt ist, wird auch als Heckenland bezeichnet.
Der Meulenwald beheimatet bei Trier-Quint mehr als 350 fremdländische Bäume. Die meisten Exemplare wurden in den 1950er Jahren zur Beobachtung der Wuchsfähigkeit gepflanzt. Neben den in Mitteleuropa durchgesetzten Nordmanntannen (im Kaukasus beheimatet) befinden sich in diesem Fremdländerwald rund 40 Mammutbäume, unter ihnen zwei Urweltmammutbäume. Diese aus China stammenden Bäume galten bis 1941 als ausgestorben. Zudem machen bis zu 65 Meter hohe Douglasien den Meulenwald einzigartig. Sie gelten als die höchsten Bäume in Rheinland-Pfalz.
Seit Herbst 2011 sind die Exemplare auf einem 3,8 km langen Rundweg nahe dem Forsthaus in der Quint zu sehen. Aus dem westlichen Nordamerika sind dort 32 Douglasien, 24 Edel-Tannen, elf Westamerikanische Hemlocktannen, neun Kolorado-Tannen, 22 Küsten-Tannen, 24 Riesen-Lebensbäume und 18 Weihrauchzedern vertreten, aus dem östlichen Teil Nordamerikas fünf Gelb-Birken, mehr als 40 Riesenmammutbäume, eine Robinie, 38 Roteichen und vier Tulpenbäume. Die 21 Edelkastanien kommen ursprünglich aus dem Mittelmeerraum, 26 Nordmanntannen aus dem Kaukasus, drei Ginkgobäume aus Asien. Außerdem stehen dort 20 Japanische Lärchen (Japan), sechs Korea-Tannen (Korea), 17 Kuchenbäume (Ostasien), 12 Urweltmammutbäume (China) und 19 Braunmaserbirken (sibirische Tundra). Auf einer größeren Lichtung sind zusätzlich zu den Altbeständen jeweils drei Jungbäume von allen aufgeführten Arten gepflanzt.

### Schutzgebiete
Im Meulenwald liegen Teile des Landschaftsschutzgebiets Meulenwald und Stadtwald Trier (CDDA-Nr. 322963; 1990 ausgewiesen; 132,8424 km² groß). In südöstlicher Nachbarschaft des Waldes befindet sich das Naturschutzgebiet Ried am Föhrenbach (CDDA-Nr. 165172; 1991; 44,3 ha).

### Waldgebiet des Jahres 2012
Der Meulenwald ist vom Bund Deutscher Forstleute (BDF) zum „Waldgebiet des Jahres 2012“ gekürt worden. Diese Auszeichnung wurde das erste Mal verliehen und soll sich als Marke etablieren, um den Blick der Öffentlichkeit für die Schönheit, die biologische Vielfalt sowie den Nutzen für den Menschen zu schärfen.

## Legenden
Der tyrannische Erzbischof Milo von Trier (718–758), Sohn des Erzbischofs Liutwin von Trier, soll bei einem Jagdunfall im Meulenwald ums Leben gekommen sein. Man sagt, sein Geist spuke heute noch herum.
Ein weiterer Spuk im Meulenwald soll ausgehen vom Geist des römischen Statthalters und grausamen Christenverfolgers Rictius Varus, der im 3. Jahrhundert lebte.

## Meulenwaldautobahn
Seit Jahrzehnten ist geplant, die Bundesautobahn 64 durch den Meulenwald zu verlängern und an die Bundesautobahn 1 anzuschließen. Eine wichtige Rolle für dessen Verwirklichung spielt der Moselaufstieg. Obwohl sich die Landesregierung inzwischen vom Projekt distanziert hat, wurde es vom  Bundesministerium für Verkehr und digitale Infrastruktur unter dem Bundesverkehrsminister Alexander Dobrindt in den neuen Bundesverkehrswegeplan aufgenommen.